# 트라이안부이아 국제공항

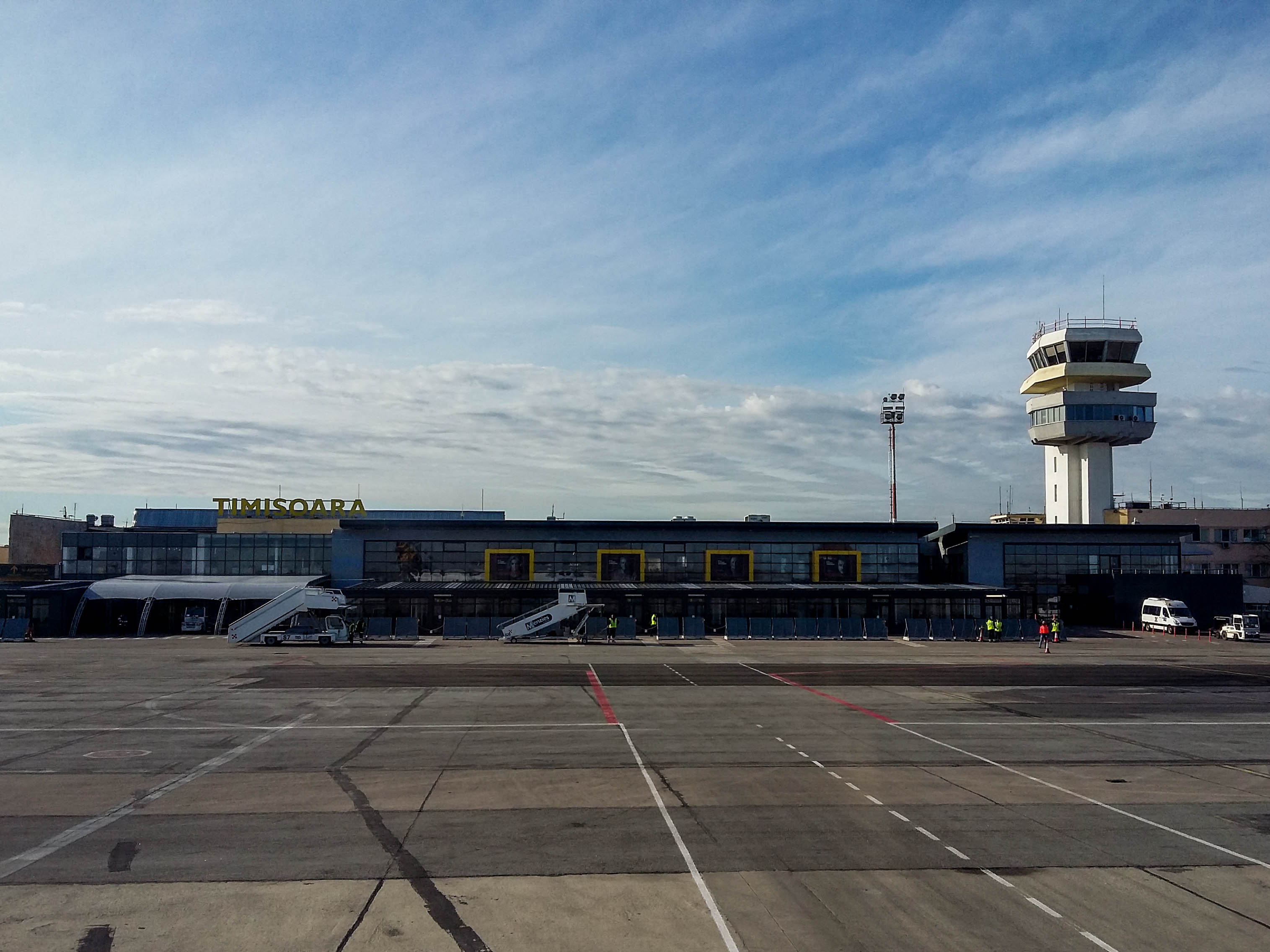

트라이안부이아 국제공항(Timișoara Traian Vuia International Airport, IATA: TSR, ICAO: LRTR)은 루마니아 티미쇼아라를 관할하는 국제공항이다. 역사적 지역 바나트에 위치해 있다. 이 공항은 위즈 에어의 운용 기지이며 헨리 코안더 국제공항, 부다페스트 리스트 페렌츠 국제공항, 베오그라드 니콜라 테슬라 공항의 백업 공항으로 간주된다.